# マカレスター大学
マカレスター・カレッジ (Macalester College）はアメリカ合衆国ミネソタ州セントポールにある私立大学である。1874年に設置された。
USニューズ&ワールド・レポート誌の大学ランキングでは、リベラル・アーツ・カレッジ部門で常にトップ30内を維持し、2023年度における合格率は30%程度。中西部屈指の名門リベラルアーツカレッジである。

## 特徴
- 自然科学・社会科学・人文科学系統の39専攻、31副専攻が設置されており、学生数1754名、専任教官は 170名。講義は少人数体制で進められ、7割以上の講義が20名以下の学生を対象に行われる。
- 都市部に小規模なキャンパスを構えている。
- 53エーカーの面積をもつキャンパスには、教育研究棟7棟、寄宿舎10 棟、さらに附属図書館や科学技術センター、280エーカーに及ぶ自然歴史実習場がある。
- 49の州と94ヶ国の1987人が在籍している。
- 在学生の中位50%のSATスコアは数学630-710点、読解650-740点, ACTスコアは28-32点である。
- 63%の学生が卒業後5年以内に大学院,メディカルスクール、ロースクール等へ進学する。
- 約96%の生徒が高校を上位25%の成績で卒業し、31%がValedictorianである。
- 60%の生徒が在学中に留学し、2/3の生徒がインターンを経験する。
- 2/3の生徒が奨学金を得ている。
- 過去10年間でTruman Scholarships,Mellon Fellowship,Goldwater Scholarships,Goldman Sachs Global Leaders Scholarships,Rhodes Scholarships,Watson Fellowships,National Science Foundation Fellowships, Fulbright-Hays awards以上の奨学金を80名が獲得している。
- 他のリベラルアーツカレッジ同様、一年目から教授が教壇に立つ。
- 170名の常勤の教授がおり、94%のが博士号をPh.D.あるいは担当分野の最高の学位を有する。
- アメリカ国立科学財団からの研究費交付額がリベラルアーツカレッジの中で1位である。
- 一クラス平均17人、学生対教師の割合は10：1
- 大学の掲げる Multiculturalism（多民族主義）は特徴的で、アメリカ国内の様々な人種・民族、及び国際的に多様な国・地域から留学生を受け入れており、その受け入れ態勢も徹底している。
- 卒業生には、国際連合の元事務総長コフィー・アナンや、元アメリカ副大統領であり、駐日大使として日本にも造詣の深いウォルター・モンデールがいる。

## 著名な卒業生
- コフィー・アナン - 第7代国際連合事務総長,ノーベル平和賞受賞者
- ウォルター・モンデール -第42代 元アメリカ合衆国副大統領、元駐日アメリカ大使
- ジョーン・モンデール -ウォルター・モンデールの妻
- キャス・ギルバート-アメリカの代表的建築家
- ピーター・バーグ-俳優/映画監督/プロデューサー/脚本家
- アレクサンダー・ウェント-国際関係論の世界的権威
- ティム・オブライエン-小説家
- デウィット・ウォレス-総合ファミリー雑誌リーダーズ・ダイジェストの創設者
- レベッカ・オットー-政治家
- アリ・エマニュエル-ウィリアム・モリス・エンデヴァー・エンターテイメント創設者
- カール・ランブリー-俳優
- ジャック・ウェザーフォード-民俗学者、モンゴル国民栄誉賞受賞者
- シャロン・ベルトン-第42代ミネアポリス市市長
- スコット・マカルム-前ウィスコンシン州知事
- マイケル・ジェンセン-ハーバード・ビジネス・スクール教授